# Indonesia International Series
Die Indonesia International Series ist eine offene indonesische internationale Meisterschaft im Badminton. Die Titelkämpfe wurden erstmals im September 2022 in Yogyakarta als KAPAL API Indonesia International Series 2022 ausgetragen. Weitere, oft ebenfalls als Indonesia International bezeichnete Veranstaltungen, sind die Jakarta International, Surabaya International, USM International und der Walikota Surabaya Cup, welche teilweise auch den Status einer BWF International Series hatten. Durch die COVID-19-Pandemie in Indonesien wurden einige dieser Turnierserien nicht mehr weitergeführt und wurden durch neue Serien wie die Indonesia International Series ersetzt.

## Die Sieger
| Jahr      | Herreneinzel                   | Dameneinzel             | Herrendoppel                  | Damendoppel              | Mixed                                       |
| --------- | ------------------------------ | ----------------------- | ----------------------------- | ------------------------ | ------------------------------------------- |
| 2022      | Ikhsan Leonardo Imanuel Rumbay | Mutiara Ayu Puspitasari | Alfian Eko Prasetya Ade Yusuf | Ririn Amelia Virni Putri | Dejan Ferdinansyah Gloria Emanuelle Widjaja |
| 2023 2024 | nicht ausgetragen              | nicht ausgetragen       | nicht ausgetragen             | nicht ausgetragen        | nicht ausgetragen                           |